# Hibiscus pseudohirtus
Hibiscus pseudohirtus är en malvaväxtart som beskrevs av Bénédict Pierre Georges Hochreutiner. Hibiscus pseudohirtus ingår i Hibiskussläktet som ingår i familjen malvaväxter. Inga underarter finns listade i Catalogue of Life.